# Star Trek (film)
A Star Trek (gyakran említik Star Trek XI címmel is) egy science fiction-film, a Gene Roddenberry alkotta Star Trek világában játszódó 11. mozifilm. A film producerei a Lost című tévésorozat alkotói, J. J. Abrams (aki egyben a rendező is) és Damon Lindelof. A forgatókönyvet Roberto Orci és Alex Kurtzman írták, akik egyben a film gyártásvezetői is Bryan Burkkel, Jeffrey Chernovval és a Level 1 Entertainment vezetőivel, Bill Todmannel, Edward Milsteinnel és Paul Schwake-kel együtt. A film, mely az eredeti sorozat szereplőit vonultatja fel (más színészekkel) címe egyszerűen csak Star Trek.
2009. május 7-én mutatták be.
A 2010-es Oscar-gálán négy jelölésből megkapta a legjobb maszknak járó díjat. Ezzel újabb mérföldkő jött el a Star Trek történelmében: ez lett a legelső mozifilm a Star Trek világából, ami elnyerte az akadémiai díjat.

## Történet
|  | Alább a cselekmény részletei következnek! |

2233-ban a USS Kelvin föderációs csillaghajó egy különös kozmikus jelenség kivizsgálását kezdi meg. Ekkor váratlanul egy hatalmas és félelmetes, polipszerű űrhajó bukkan elő egy szingularitásból, amihez képest a föderáció helyszínen lévő járműje teljesen eltörpül. A Narada névre hallgató monstrum romulán kapitánya Nero (Eric Bana) átkéreti magához a Kelvin kapitányát Robau kapitányt (Faran Tahir), hogy megtudja tőle: milyen évet írnak és hol van Spock. Persze a föderációs kapitány a csillagidőn túl nem tud arra választ adni, hogy ki vagy micsoda Spock és merre van. Erre Nero megöli Robaut és megtámadja a Kelvint, ami esélytelenül próbál védekezni a többszörösen túlfegyverzett romulán űrhajó ellen. George Kirk (Chris Hemsworth) elsőtiszt elrendeli a Kelvin evakuálását. Kimenekíti feleségét is, aki éppen fiúgyermekének, James Tiberius Kirknek (Chris Pine) adott életet. George Kirk a Kelvint a Naradába ütközteti, ám előtte meghallotta felsírni újszülött fiát.
17 évvel később a Vulcan bolygón egy tehetséges ifjú Spock (Zachary Quinto) jelentkezik a Csillagflottába, miután a Vulcan Tudományos Akadémián félig emberi mivolta miatt hátrányok érték. Eközben a Földön James T. Kirk zabolázatlan fiatalként egy bárban Csillagflotta-kadétokkal kerül összetűzésbe. Itt ismeri meg Uhurát (Zoë Saldana) illetve Christopher Pike (Bruce Greenwood) kapitányt a USS Enterprise kapitányát is. Az ő unszolására csap fel kadétnak. Az akadémián ismerkedik meg Leonard McCoy dokival (Karl Urban), akivel barátságot köt. Három év múlva belebotlik Spock kadétba is egy fegyelmi eljárás során, aki leleplezte Kirk-öt a Kobayashi Maru szimulációban tett csalásáért. Persze Kirk azzal menti magát, hogy a feladatot eleve nem lehetett rafinéria nélkül megoldani.
A fegyelmi tárgyalást egy vészhívás megszakította: a Vulcan bolygót egy ismeretlen űrhajó vette támadás alá, így legfőbb szövetségesük védelmére elindítják a USS Enterprise-t is, ahová Kirk, Spock, McCoy és Uhura is be lett osztva. A bolygóhoz közeledve Kirk felismeri azt a különös jelenséget, ami születésekor volt a USS Kelvin megsemmisülése előtt, így Pike kapitányt óvatosságra inti. Kitörve a térsebességből a Vulcan felett a Narada romulán szuperhajóval találják magukat szemben, miközben az éppen a bolygó felszínét fúrja meg.
Nero megadásra kényszeríti az Enterprise kapitányát, aki ennek megfelelően átszáll a Naradára és átadja a parancsnokságot Spocknak. Miközben Nero foglyul ejti Pike-ot Kirk, Hikaru Sulu kormányos (John Cho) és még egy legénységi tag a fúró leállítása érdekében leugrik az űrhajóról a platformra. Kirk és Sulu végül felrobbantják a fúrótányért (a harmadik tagjuk odaveszett földet éréskor), de már túl későn. Nero a hajóján lévő "vörös anyagot" a Vulkan bolygó magjába juttatja, amitől az berobban és fekete lyukat hoz létre.
A bolygóról sikerül kimenteni a főtanács valamennyi tagját, köztük Spock édesapját Sarek-et is (Ben Cross), de édesanyja Amanda belezuhan a fekete lyukba. A Narada értékes túszával a Föld felé tart, hogy azt is elpusztítsák. A magabiztos, de ugyanakkor érzéketlen és szabálykövető Spock összekülönbözik Kirk-kel a továbbiakat illetően, aki erre lázadni kezd. Ezért Kirk-öt Spock a Delta Vega kopár jégbolygón hagyja a megsemmisült Vulcan bolygó szomszédságában. James T. itt találkozik az idősebb Spock-kal (Leonard Nimoy), aki elmondja neki, hogy ő és Nero 2387-ből jöttek vissza. Az ő idősíkjukban a romulán főbolygót a Romulust egy szupernóva fenyegette. Spock nagykövet kísérletet tett arra, hogy a "vörös anyaggal" a veszélyt elhárítsa, ám kudarcot vallott. Csak ő és Nero maradt életben, de őket elfogta a szupernóva után visszamaradt fekete lyuk, ami visszarepítette őket az időben, viszont 25 év különbséggel. Nero a Kelvinnel folytatott ütközete után kivárta, amíg Spock hajója is megérkezik a jövőből, és fogságba ejtette őt is, majd merő bosszúból a Delta Vegára száműzte, hogy onnan lássa szülőbolygolyója pusztulását. Viszont ittlétük teljesen megváltoztatta a jövőt is (ezért is hívják az Abrams-féle filmeket Kelvin-idővonalnak).
Rálelnek egy Csillagflotta-helyőrségre, ahol Montgomery Scott (Simon Pegg) tölti száműzetését, mert Archer kapitány (a ST: Enterprise szériából) beagle kutyáját egy transzporter-kísérlete során kicsit szétrendezte. Segít abban, hogy Kirk visszatérjen az Enterprise fedélzetére. Az idősebbik Spock tanácsára James T. addig provokálja a fiatal Spock-ot, amíg az dühbe gurul és nekitámad Kirknek. Ekkor azonban megfosztják őt kapitányi rangjától. A fiatal Spock végül édesapja, Sarek tanácsára mégis engedelmeskedik Kirk kapitánynak és indulnak tovább a Földre megállítani Nero-t.
A Titán holdján megbújva Kirk és Spock átsugároz a Naradára, ahol Kirk kiszabadítja elöljáróját Pike-ot. Spock időközben a jövőbeli énjének hajóját orozza el a romulán hajóról, amivel a másik fúrótányért megsemmisíti. Nero éktelen haragra gerjed és üldözőbe veszi Spock fürge hajóját, egyre távolodva a Földtől. Itt Spock szembefordul üldözőjével és a hajót nekivezeti a Naradának. Az ütközéstől a "vörös anyag" instabillá válik és szingularitást hoz létre, mely végül bekebelezi a romulán monstrumot.
Még épp idejében sugározzák ki Pike-ot, Spockot és Kirk-öt annak fedélzetéről. Nero és a legénysége odavész. Az incidenst követően Pike-ból admirális, Kirk-ből pedig kapitány lesz, méghozzá az Enterprise parancsnoka. Az idősebbik Spock fiatalabbik énjének azt tanácsolja, hogy tartson velük, mert ez a logikus lépés. Így a csapat összeállt és indulnak "oda, ahová még senki nem merészkedett". 
|  | Itt a vége a cselekmény részletezésének! |

## Szereplők
| Szerep                    | Színész             | Magyar hang        |
| ------------------------- | ------------------- | ------------------ |
| James T. Kirk             | Chris Pine          | Zámbori Soma       |
| Spock                     | Zachary Quinto      | Széles Tamás       |
| Idős Spock                | Leonard Nimoy       | Szélyes Imre       |
| Nero                      | Eric Bana           | László Zsolt       |
| Christopher Pike kapitány | Bruce Greenwood     | Kőszegi Ákos       |
| Dr. Leonard McCoy         | Karl Urban          | Crespo Rodrigo     |
| Nyota Uhura               | Zoë Saldana         | Pikali Gerda       |
| Montgomery Scott          | Simon Pegg          | Görög László       |
| Hikaru Sulu               | John Cho            | Pálmai Szabolcs    |
| Pavel Chekov              | Anton Yelchin       | Gacsal Ádám        |
| Sarek                     | Ben Cross           | Cs. Németh Lajos   |
| Amanda Grayson            | Winona Ryder        | Németh Kriszta     |
| George Kirk               | Chris Hemsworth     | Zöld Csaba         |
| Winona Kirk               | Jennifer Morrison   | Zsigmond Tamara    |
| Gaila                     | Rachel Nichols      | Bogdányi Titanilla |
| Robau kapitány            | Faran Tahir         | Epres Attila       |
| Ayel                      | Clifton Collins Jr. | Maday Gábor        |
| Legénységi tag (cameo)    | Randy Pausch        |                    |

## Idővonal és háttér
Habár a történet a klasszikus események kezdetéből indul ki, ez már egyértelműen egy alternatív Star Trek-idővonal, kezdve Nero időutazásával és annak következményeivel, beleértve a Vulcan bolygó elpusztítását is. A tér-idő változására és annak hatásaira egyébként a film szereplői is utalnak. De az időutazásoktól függetlenül is láthatóan ez másmilyen világ, mint amit az eredeti történetek mutattak: maga az Enterprise csillaghajó is másmilyen, fejlettebb, formatervezettebb mint az eredeti sorozat hajója, ugyanakkor más föderációs és egyéb hajók, öltözékek, az infrastruktúra vagy épp a szereplők viselkedése is megváltoztak.
Persze ennek prózai magyarázata (is) van: 1966-as években mikor az eredeti Star Trek készült, a CGI meglehetősen gyermek cipőben járt. Az eltelt évtizedek technikai változásai viszont megérlelték, hogy a Star Trek is frissüljön, de ehhez ki kellett lépni a régóta kevéssé változó eredeti idővonalból, és a történet elejének elmesélésével elindítani egy újat.
Itt megjegyzendő, hogy a filmben utalnak a sok vitát kiváltó legutóbbi Star Trek sorozat, a Star Trek: Enterprise főhősére, Archer kapitányra is, ezért a sorozat nyilvánvalóan már ehhez az új Star Trek-világhoz fog kapcsolódni. Ez a sorozat készítésekor még nem volt előre látható, de elképzelhető, hogy a két történet összevonására pont a sorozatot ért bírálatok miatt került sor.

## A Kelvin-idővonal és annak kritikája
J.J Abrams lényegében egy teljesen új univerzumot hozott létre azzal, hogy a múltban megváltoztatta az eseményeket, és Nero valamint Spock visszatérésével a Star Trek saga lényegében gyökerestől megváltozott. Noha ez azzal is magyarázható, hogy a filmet megelőző legutolsó sorozat az Enterprise, már egy új idővonalat képviselt (amit már 2001-ben jelentős kritika övezett). Ezért a rajongók (és Abrams is) ezt az idősíkot elnevezték Kelvin-idővonalnak, így nem lett "érvénytelenítve" a 2009-ig bemutatott összes Star Trek film és sorozat.
Maga az idővonal kialakítása validnak tekinthető, mert az "eredeti" idősíkból Spock visszatért az időben, így legalább egy "őskarakter" jelen volt a Kelvin-idővonal létrejöttekor. Bár az elsődleges irányelvet nem szeghette volna meg, de ezt Nero több ízben is megtette, így voltaképpen direkt következménynek tekinthető az, hogy a múlt változásával megváltozik a jövő, azaz egy alternatív idővonal alakul ki, mely más dimenzióba helyez egy történetet.
Azonban csakúgy mint a Terminátor-franchise esetében, az "ősrajongók" nehezen, mi több: ellenszenvesen tekintettek az ifjú rendező hagyományoktól eltérő alkotására. Ugyanakkor Abrams szabad kezet kapott a Paramount-tól és a film több mint kétszeres profittal zárt, ami a Nemezishez képest hatalmas siker volt. Mégis már a bemutatót megelőzően megjelentek azok a kritikus hangok a rajongói körökből, hogy Abrams és a filmstúdió szentségtörést követett el, ráadásul a karakterek túlságosan is megváltoztak, pedig a filmforgatás alatt többször is részt vettek tanácsadóként a TOS széria főszereplői. A szerepeket betöltő színészek pedig több esetben igyekeztek megfelelni a régi karakterek vonásainak.
Ennek ellenére csak a filmkritikusok és esztéták voltak tőle elragadtatva, de a megrögzött rajongók inkább a mai napig mellőzik a filmet és nem tekintik a saga részének. Különösképpen felháborodtak azon a kijelentésen, hogy a Sötétségben végződése után jött volna az Eredeti széria időrendileg (ami már önmagában ellentmondásos, hiszen az 1960-as szériát nehezen lehetett volna beilleszteni a Kelvin-idővonalba – itt első sorban új sorozatot szerettek volna legyártani, ami végül nem történt meg). A Mindenen túl gyenge szereplése és az anyagi, személyzeti problémák mellett leginkább a rajongók ellenállása miatt sem fog folytatódni a Kelvin-idővonal. Ennek bizonysága az is, hogy a Paramount az elmúlt években kiadott és folyamatban lévő sorozatai (pl. Discovery, ST: Picard, stb.) is az eredeti idővonalat képviselik és az Eredeti széria előzmény vagy utó-cselekményszálait veszik fel, lineáris, konzekvens és konstans sorrendben.